# Гомбын Туэндэмбэрэл
Гомбын Туэндэмбэрэл (монг. Гомбын Түмэндэмбэрэл; 1938, сомон Ундерхангай, аймак Увс — 23 июля 1997, Монголия) — монгольская актриса
, певица. Солистка Монгольского государственного театра оперы и балета. Заслуженная артистка Монголии (1964). Народная артистка МНР (1980). Почётный гражданин города Ханой (Вьетнам).

## Биография
В 4-летнем возрасте осталась сиротой. После демобилизации отца из армии в 1946 году, переехал к нему. С 1955 года жила в Улан-Баторе. Работала на войлочно-обувной фабрике, занималась в самодеятельности.
Обладая прекрасными вокальными данными, была принята в Государственный ансамбль народной песни и пляски, в котором проработала солисткой более 40 лет. Исполнила около 400 монгольских народных песен и около 200 музыкальных произведений монгольских композиторов, обогащая и развивая их мелодический облик и ритм. Завоевала своим творчеством любовь и уважение публики.

## Награды
- Орден Сухэ-Батора
- Медаль «Победа на Халхин-Голе»
- Ордена и медали Монголии, Вьетнама и Лаоса
- Заслуженная артистка Монголии (1964).
- Народная артистка МНР (1980).
- Почётный гражданин города Ханой (Вьетнам).